# FourFiveSeconds
"FourFiveSeconds" é uma canção da cantora barbadense Rihanna, do rapper norte-americano Kanye West e do músico inglês Paul McCartney. Foi composta pelos dois últimos com a ajuda de Kirby Lauryen, Mike Dean, Ty Dolla Sign, Dave Longstreth, Dallas Austin, Elon Rutberg e Noah Goldstein. Depois de West ter revelado um excerto da música no evento iHeartMedia Music Summit a 21 de Janeiro de 2015, Rihanna divulgou-a na íntegra no seu sítio oficial três dias depois e disponibilizou-a para descarga digital na iTunes Store. Musicalmente, é um tema acústico de soul pop e country, com um instrumental composto por guitarra, órgão e violoncelo.

## Antecedentes e lançamento

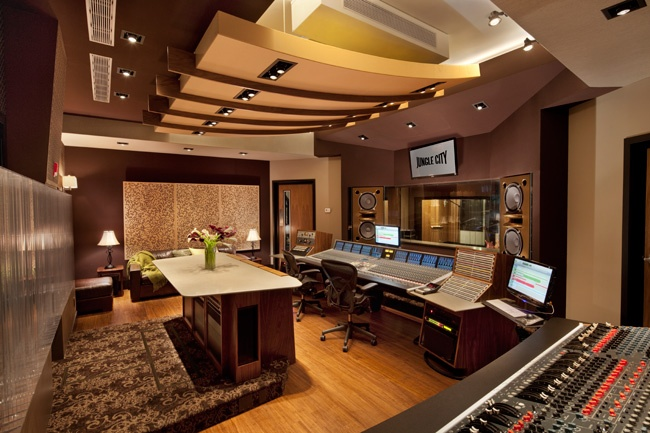
Jungle City Studios in New York, USA

No início de Janeiro de 2015, o cantor e produtor norte-americano Ty Dolla Sign deu uma entrevista à revista Billboard e confirmou que estava a trabalhar com  West, Rihanna e McCartney numa faixa conjunta, que ainda estava por receber um título final. No dia 21 desse mesmo mês, durante o evento iHeartMedia Music Summit, Kanye West revelou excertos de novo material musical que estava a preparar. Através do seu computador pessoal, uma das últimas apresentações foi uma colaboração com a cantora barbadense Rihanna. De acordo com os presentes, a obra continha guitarra acústica e um refrão massivo. Concluída a participação, o rapper deixou a sala após uma ovação de pé do público.
Três dias depois, Rihanna disponibilizou a canção no seu sítio oficial na Internet e anunciou através da sua conta oficial no Twitter: "Primeiro vislumbre da minha nova música!!!" Intitulada "FourFiveSeconds", acabou por receber lançamento digital na iTunes Store do Canadá e Estados Unidos. Esta é a terceira vez que a cantora e Kanye colaboram, depois de terem trabalhado em conjunto em "Run This Town" (2009) e "All of the Lights" (2011).

## Estilo musical
"FourFiveSeconds" é uma canção acústica de soul pop, country e pop, com uma duração de três minutos e oito segundos. O seu instrumental consiste no uso de guitarra acústica e órgão, acompanhados por violoncelo no pano de fundo. Jocelyn Vena, repórter da Billboard, considerou que a sonoridade do tema representava uma direcção diferente do material presente no último álbum de Rihanna de 2012, Unapologetic.

## Faixas e formatos
| Descarga digital |                   |         |  |
| N.º              | Título            | Duração |  |
| 1.               | "FourFiveSeconds" | 3:08    |  |

| CD single      |                                   |         |  |
| N.º            | Título                            | Duração |  |
| 1.             | "FourFiveSeconds"                 | 3:08    |  |
| 2.             | "FourFiveSeconds" (vídeo musical) | 3:12    |  |
| Duração total: | Duração total:                    | 6:20    |  |

## Desempenho nas tabelas musicais
| Tabela musical (2015)                        | Melhor posição |
| -------------------------------------------- | -------------- |
| África do Sul - Top 10 Airplay               | 5              |
| Alemanha - Media Control Charts              | 3              |
| Austrália - ARIA Singles Chart               | 1              |
| Austrália - ARIA Urban Singles Chart         | 1              |
| Áustria - Ö3 Austria Top 40                  | 2              |
| Bélgica - Ultratop 50 (Flandres)             | 8              |
| Bélgica - Ultratop 50 (Valónia)              | 7              |
| Canadá - Canadian Hot 100                    | 3              |
| Croácia - Airplay Radio Chart                | 2              |
| Dinamarca - Tracklisten                      | 1              |
| Escócia - Scottish Singles Chart             | 2              |
| Eslováquia - Singles Digitál Top 100         | 4              |
| Eslováquia - Rádio Top 100                   | 9              |
| Espanha - PROMUSICAE                         | 4              |
| Estados Unidos - Billboard Hot 100           | 4              |
| Estados Unidos - Billboard Pop Songs         | 6              |
| Estados Unidos - Billboard R&B/Hip-Hop Songs | 1              |
| Estados Unidos - Billboard Adult Pop Songs   | 15             |
| Europa - Euro Digital Songs                  | 2              |
| Finlândia - Suomen virallinen lista          | 7              |
| França - SNEP                                | 2              |
| Hungria - Single Top 40                      | 3              |
| Irlanda - Top 100 Singles                    | 1              |
| Israel - Media Forest                        | 1              |
| Itália - IRMA                                | 4              |
| Japão - Japan Hot 100                        | 37             |
| Líbano - The Official Lebanese Top 20        | 5              |
| Luxemburgo - Luxembourg Digital Songs        | 1              |
| Noruega - VG-lista                           | 1              |
| Nova Zelândia - NZ Top 40 Singles            | 1              |
| Países Baixos - Mega Single Top 100          | 2              |
| Países Baixos - Dutch Top 40                 | 2              |
| Polónia - Polish Airplay Top 20              | 14             |
| Portugal - Portugal Digital Songs            | 7              |
| Reino Unido - UK Singles Chart               | 3              |
| Chéquia - Singles Digitál Top 100            | 4              |
| Chéquia - Rádio Top 100                      | 11             |
| República Dominicana - Monitor Latino        | 5              |
| Suécia - Sverigetopplistan                   | 1              |
| Suécia - DigiListan                          | 1              |
| Suíça - Schweizer Hitparade                  | 3              |

| País          | Provedor | Certificação |
| ------------- | -------- | ------------ |
| Austrália     | ARIA     | Platina      |
| Nova Zelândia | RMNZ     | Platina      |
| Reino Unido   | BPI      | Platina      |

## Créditos
Todo o processo de elaboração da canção atribui os seguintes créditos pessoais:
- Rihanna – vocalista principal;
- Kanye West - composição, produção, vocais;
- Paul McCartney - composição, produção, guitarra acústica;
- Kirby Lauryen - composição;
- Mike Dean - composição, co-produção, baixo, gravação;
- Ty Dolla Sign - composição;
- Dave Longstreth - composição, produção adicional, órgão;
- Dallas Austin - composição;
- Elon Rutberg - composição;
- Noah Goldstein - composição, produção adicional, gravação;
- Kuk Harrell - produção vocal;
- Marcos Tovar - gravação;
- Brendan Morawski - assistência de engenharia de gravação;
- Zeke Mishanec - assistência de engenharia de gravação;
- Jeremy "Head" Hartney - assistência de engenharia de gravação;
- Brandon Wood - assistência de engenharia de gravação;
- Jordan Heskett - assistência de engenharia de gravação;
- Manny Marroquin - mistura;
- Chris Galland - assistência de mistura;
- Jeff Jackson - assistência de mistura;
- Ike Schultz - assistência de mistura.

## Histórico de lançamento
| País           | Data                    | Formato          | Editora discográfica      |
| -------------- | ----------------------- | ---------------- | ------------------------- |
| Canadá         | 24 de Janeiro de 2015   | Descarga digital | Westbury Road, Roc Nation |
| Estados Unidos | 24 de Janeiro de 2015   | Descarga digital | Westbury Road, Roc Nation |
| Austrália      | 25 de Janeiro de 2015   | Descarga digital | Westbury Road, Roc Nation |
| Brasil         | 25 de Janeiro de 2015   | Descarga digital | Westbury Road, Roc Nation |
| França         | 25 de Janeiro de 2015   | Descarga digital | Westbury Road, Roc Nation |
| Portugal       | 25 de Janeiro de 2015   | Descarga digital | Westbury Road, Roc Nation |
| Reino Unido    | 26 de Janeiro de 2015   | Descarga digital | Westbury Road, Roc Nation |
| Itália         | 30 de Janeiro de 2015   | Rádio mainstream | Universal Music           |
| Alemanha       | 27 de Fevereiro de 2015 | CD single        | Universal Music           |